# Gare de Saint-Priest
Ne doit pas être confondu avec Gare de Saint-Priest-Taurion.
La gare de Saint-Priest est une gare ferroviaire française de la ligne de Lyon-Perrache à Marseille-Saint-Charles (via Grenoble), située sur le territoire de la commune de Saint-Priest, dans la métropole de Lyon, en région Auvergne-Rhône-Alpes.
Elle est mise en service en 1858 par la Compagnie des chemins de fer du Dauphiné, avant de devenir une gare de la Compagnie des chemins de fer de Paris à Lyon et à la Méditerranée (PLM).
C'est une gare de la Société nationale des chemins de fer français (SNCF), desservie par des trains TER Auvergne-Rhône-Alpes.

## Situation ferroviaire
Établie à 209 mètres d'altitude, la gare de Saint-Priest est située au point kilométrique (PK) 11,878 de la ligne de Lyon-Perrache à Marseille-Saint-Charles (via Grenoble), entre les gares ouvertes aux voyageurs de Vénissieux et de Saint-Quentin-Fallavier. En direction de Vénissieux, s'intercale la gare marchandises de Vénissieux, et en direction de Saint-Quentin-Fallavier, s'intercalent les gares fermées de Chandieu - Toussieu et d'Heyrieux.

## Histoire
La station de Saint-Priest est mise en service le 1er juillet 1858 par la Compagnie des chemins de fer du Dauphiné, lorsqu'elle ouvre à l'exploitation la première section de Lyon à Bourgoin de sa concession de Lyon à Grenoble. Le 22 juillet 1858, la Compagnie du Dauphiné fusionne avec la Compagnie des chemins de fer de Paris à Lyon et à la Méditerranée (PLM). Néanmoins elle ne devient véritablement une gare du réseau PLM que deux ans plus tard car la convention de fusion prévoit que la fusion sera effective qu'après deux années d'exploitation de la ligne.
En 1911, c'est une gare de la Compagnie du PLM, qui peut recevoir et expédier des dépêches privées et qui est ouverte aux services complets de la grande et de la petite vitesse. Elle est située sur la ligne de Lyon à Grenoble et à Marseille, entre les gares de Vénissieux et de Chandieu - Toussieu.
Depuis le service annuel de 2019, la desserte directe Lyon-Perrache - Grenoble est supprimée, il ne subsiste donc qu’une desserte Lyon-Perrache - Saint-André-le-Gaz en gare de Saint-Priest ainsi qu’une liaison par navette TER jusqu’à Saint-Pierre-de-Chandieu.

## Fréquentation
Selon les estimations de la SNCF, la fréquentation annuelle de la gare s'élève aux nombres indiqués dans le tableau ci-dessous.
| Année                     | 2015    | 2016    | 2017    | 2018    | 2019    | 2020    | 2021    | 2022    | 2023    |
| ------------------------- | ------- | ------- | ------- | ------- | ------- | ------- | ------- | ------- | ------- |
| Voyageurs                 | 124 128 | 113 719 | 127 097 | 129 393 | 156 733 | 103 964 | 150 446 | 204 808 | 220 601 |
| Voyageurs + Non voyageurs | 127 967 | 117 237 | 131 028 | 133 395 | 161 581 | 107 179 | 155 099 | 211 142 | 227 424 |

## Service des voyageurs

### Accueil
Gare SNCF, elle dispose d'un bâtiment voyageurs, avec guichet, mais définitivement fermé. Elle est équipée d'automates pour l'achat de titres de transport TER.
Une passerelle permet la traversée des voies et l'accès aux quais.

### Desserte
Saint-Priest est desservie par des trains TER Auvergne-Rhône-Alpes, de la relation de Lyon-Perrache à Saint-André-Le-Gaz.

### Intermodalité
Un parc pour les vélos et un parking pour les véhicules y sont aménagés.
La gare est desservie par les lignes de bus 62, 76 et ZI1 du réseau Transports en commun lyonnais (TCL). Elle est également desservie par des autocars TER à destination de Saint-Pierre-de-Chandieu.